# 顶嘎寺
顶嘎寺，位于西藏自治区堆龙德庆县德庆乡，是一座藏传佛教寺院。

## 简介
顶嘎寺位于德庆乡，处在半山坡上，海拔4300米。到21世纪初，该寺已有300多年历史，寺内有堆龙德庆县唯一一位驻寺活佛（兼任堆龙德庆县政协副主席），有驻寺僧人20多人。
2012年，堆龙德庆县实施了顶嘎寺、邱桑寺、其美龙寺、热果寺、措麦寺、乃朗寺、楚布寺、觉木隆寺8座寺院管理委员会综合用房建设工程，以及顶嘎寺、常乃寺、巴普寺、尼玛塘寺、桑古寺5座寺院的公路（桥涵）通达工程。
2012年，该寺的3名僧人被评为西藏自治区爱国守法先进僧尼。2012年，该寺僧人平措扎西撰写的《遵守寺规戒律 规范言行举止 提高佛学造诣》一文在《西藏日报》发表。同年，该寺僧人阿旺洛色发表了《坚持是非观念 抵制民族分裂》一文。